# Esfīn
Esfīn (persiska: اسفين) är en ort i Iran.   Den ligger i provinsen Markazi, i den centrala delen av landet, 210 km sydväst om huvudstaden Teheran. Esfīn ligger 1 811 meter över havet och antalet invånare är 128.
Terrängen runt Esfīn är en högslätt.Runt Esfīn är det glesbefolkat, med 20 invånare per kvadratkilometer. Närmaste större samhälle är Farmahīn, 9,1 km sydost om Esfīn. Trakten runt Esfīn består i huvudsak av gräsmarker.